# 上海长江隧桥

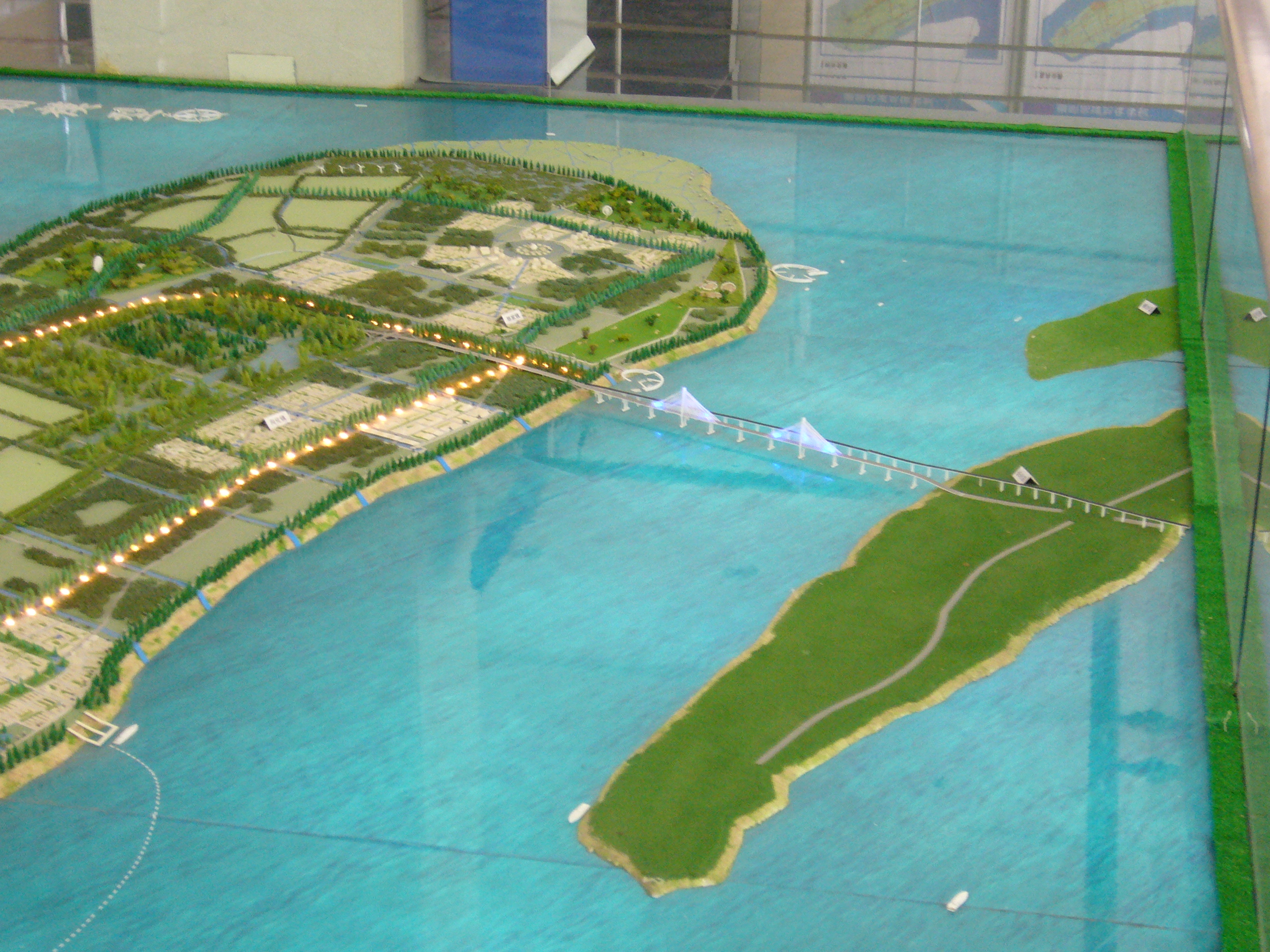

上海长江隧桥，又称崇明越江通道、沪崇通道工程，是上海长江大桥和上海长江隧道的统称。上海长江隧桥是中华人民共和国国家高速公路网G40（上海至西安兼228国道过长江通道之一，于2009年10月31日18时建成通车，为2011－2012年度国家优质工程金奖工程。

## 上海长江隧道
上海长江隧道起自浦东新区五号沟，穿越长江西南港水域于长兴岛西南方登陆，接上海长江大桥。上海长江隧道全长8.95公里，为双层结构：上层为道路，设计为双向六车道，设计时速80公里；下层设计为逃生通道，原本预留有轨道交通线路，但在建的22号线则会另建复线隧道，因此并未铺轨。

## 上海长江大桥
上海长江大桥起自崇明区长兴岛西南方上海长江隧道登陆处，沿地面横穿长兴岛，由长兴岛东北部跨越长江口东北港水域至崇明岛陈家镇，与崇启通道工程相接，全长16.63公里，其中道路6.66公里，桥梁9.97公里，大桥设计为双向六车道，两边紧急车道预留给轨道交通线路。该桥由上海市政工程设计研究总院设计。
上海长江大桥于2008年6月27日上午举行现场合龙仪式。2009年8月，钢桥面环氧沥青铺装全面完成。

## 通行费
上海长江隧桥设立浦东五号沟、和崇明岛陈海公路两个主线收费站以及长兴岛潘园公路一个匝道收费站，7座以下小汽车全程需缴纳50元通行费。

## 公交
- 申崇一线 线路 陈家镇（长江大桥）——北区汽车站（汶水路共和新路）
- 申崇二线 线路 陈家镇（长江大桥）——上海科技馆地铁站
- 申崇三线 线路 南门汽车站——共和新路汶水路
- 申崇三线（区间） 线路 堡镇汽车站——北区汽车站（汶水路共和新路）
- 申崇四线 线路 长兴岛枢纽站——上海科技馆地铁站
- 申崇五线 线路 长兴岛枢纽站——吴淞公交客运站
- 申崇五线班车 线路 长横渡口——吴淞公交客运站
- 申崇六线 线路 崇明南门——巨峰路地铁站
- 申崇六线B 线路 堡镇汽车站——巨峰路地铁站
- 陈凤线  线路 陈家镇（长江大桥）——长兴岛枢纽站
- 陈凤线班车  线路 陈家镇（长江大桥）——长横渡口

## 相关问题
由于道路承载能力有限，且设计通行流量较低（3200辆/时），车道数量少（单向仅有3车道），因此上海长江隧桥每逢节假日经常出现拥堵现象。在拥堵现象出现时，交警会增派警力流动巡查，及时处理交通事故和车辆交通违法行为，确保道路通畅，同时结合往年假期车流量增长比率情况，作出科学预测。而实际上，车流集中出行、缺少替代线路和缺少其他出行方式，是造成拥堵的根本原因，有市民建议崇明岛内应建立交通换乘系统才能解决问题。2024年1月21日，上海长江隧桥往上海市区方向分段控流方式改为车道信号灯控制调节，但此管控方式仅适用于大客流期间。